# Fernandinho (Fußballspieler, 1981)
Éldis Fernando Damasio, auch genannt Fernandinho (* 13. Januar 1981 in Matão, SC) ist ein ehemaliger brasilianischer Fußballspieler. Er wurde auf der Position eines offensiven Mittelfeldspielers eingesetzt und war hauptsächlich in seiner Heimat und Japan aktiv.

## Karriere
Fernandinho begann seine Profilaufbahn 1999 bei der unterklassigem AFE aus Araraquara. Von hier aus ging er 2001 zum Guaratinguetá Futebol und 2002 zum Figueirense FC und 2004 zum AD São Caetano. Noch im selben Jahr ging Fernandinho nach Japan, wo er die meiste Zeit seiner Laufbahn verbringen sollte. Hier wurde sein erster Klub Gamba Osaka. Am Ende der Saison 2005, wurde er mit dem Klub Meister in der J. League. Dabei erzielte er in 34 Spielen 7 Tore. Am Ende der Saison wurde er in die beste Mannschaft des Jahres gewählt. Nach drei Jahren wechselte Fernandinho zum Ligakonkurrenten Shimizu S-Pulse. In seiner ersten Spielzeit war er Stammspieler des Klubs. Im Zuge der laufenden Saison 2008 wurde er an den Mitbewerber Kyōto Sanga ausgeliehen.
Anfang 2009 wechselte Fernandinho in seine Heimat zum CR Vasco da Gama. Mit dem Klub trat er in fünf Spielen (keine Tore) an (drei in der Staatsmeisterschaft von Rio de Janeiro, zwei im Copa do Brasil 2009 und eines in der Série B 2009). Beim Gewinn der Meisterschaft durch Vasco war Fernandinho nicht mehr Teil der Mannschaft. Er war an den japanischen Klub Ōita Trinita ausgeliehen worden. 2010 wechselte er fest innerhalb Japans zu Vegalta Sendai in die J League.
Fernandinho kehrte 2011 wieder nach Brasilien zurück. Das Jahr blieb er ohne Anstellung. Im Oktober des Jahres wurde für 2012 er dann durch Mogi Mirim EC verpflichtet. Nach Beendigung der Staatsmeisterschaft von São Paulo ging er erneut nach Japan. Er schloss sich dem Ventforet Kofu an, um für diesen in der J2 League anzutreten. Am Ende der Saison 2012 konnte er mit dem Klub die Meisterschaft feiern, dabei erzielte Fernandinho in 17 Spielen ein Tor. Danach ging er wieder nach Brasilien. Hier bestritt er mit dem CA Linense drei Spiele (ein Tor) in der Staatsmeisterschaft von São Paulo. Zur Meisterschaftsrunde verlieh ihn der Klub an den Guarani FC. Für diesen trat er in neun Spiele der  Série C 2012 an. 2013 trat er für Linense nochmal in 13 Treffen an.
2014 ging die Reise von Fernandinho zum vierten Mal nach Japan. Er unterschrieb beim Gainare Tottori. Mit diesem trat bis einschließlich 2016 in drei Meisterschaften der J3 League an. Nach seiner Rückkehr nach Brasilien 2017 blieb er aktiv und nahm mit dem AFE von Februar bis April an der Staatsmeisterschaft von São Paulo teil. Den Rest des Jahres blieb er ohne neuen Kontrakt. Gainare Tottori holte ihn 2018 zurück. Hier spielte er wieder drei Jahre in der J3 League. Nach dem Ende der Saison 2020 beendete der mittlerweile 40-jährige seine aktive Laufbahn.

## Erfolge
Figueirense
- Staatsmeisterschaft von Santa Catarina: 2003

AD São Caetano
- Staatsmeisterschaft von São Paulo: 2004

Gamba Osaka
- J. League: 2005

Ventforet Kofu
- J2 League: 2012

Auszeichnungen
- J.League Best XI: 2005 mit Gamba Osaka